# Chiesa di Santa Maria Assunta (Reggio Emilia)
La chiesa di Santa Maria Assunta è un edificio religioso, sito in via Catellani nel quartiere di Villa Sesso di Reggio Emilia, in provincia di Reggio Emilia. La chiesa è sede dell'omonima parrocchia del vicariato urbano della diocesi di Reggio Emilia-Guastalla.

## Storia
In un documento del 980 risulta fra i beni della Chiesa di Reggio. Passata poi al monastero di San Tommaso, nel 1475, una volta ritornata tra i possedimenti episcopali, venne ricostruita e successivamente fu più volte modificata e restaurata. Nel Settecento subì il restauro che le diede l'aspetto attuale. L'alto ed agile campanile venne invece incominciato, nel 1740, dal Ferraroni e terminato dal Tarabusi.

## Descrizione
La chiesa è orientata liturgicamente e la facciata, scandita da quattro lesene, è bipartita da una cornice marcapiano, conclusa da un frontone triangolare superiore ed è ornata da quattro acroteri piramidali di vertice. Nella parte superiore ha un grande affresco dell'Assunta e ai lati due nicchie contenenti le statue che raffigurano San Giuseppe e San Vincenzo Ferreri. Ai lati del portale con frontespizio arcuato sono presenti altre due nicchie con statue di santi. Sulla destra sorge il campanile, il più alto della provincia, che, a causa delle fondamenta e delle caratteristiche del suolo, presenta una leggera inclinazione. L'interno, restaurato nel 1896 e nel 1946, è a navata unica, ornata da dodici colonne d'ordine composito che sorreggono la cupola centrale. Nella facciata interna si trova l'affresco della Donna dell'Apocalisse, di Giovanni Bolla. Sempre di Bolla sono i quattro Evangelisti dipinti nella cupola e l'Assunta nell'ancona dell'abside. Il coro ligneo è datato 1790. Nella cantoria destra si trova una rappresentazione seicentesca, in stile caravaggesco, della Flagellazione di Gesù.